# Fuga nel tempo
Fuga nel tempo (Enchantment) è un film del 1948 diretto da Irving Reis.
Il film, tratto dal romanzo omonimo di Rumer Godden, è stato definito «un piccolo capolavoro del melodramma fantastico».

## Trama
A Londra, nel pieno della seconda guerra mondiale, il vecchio generale Roland (Rollo) Dane, tornato nella dimora di famiglia dove intende trascorrere i suoi ultimi anni, vede pian piano riaffacciarsi alla sua mente il ricordo dell'infelice amore provato per la sorella adottiva Lark.
Nella dimora giunge inaspettatamente la giovane americana Grizel Dane, pronipote del generale Roland, in forza presso l'esercito con la mansione di conducente di autoambulanze. Grizel è alla ricerca di un posto dove stare per la sua permanenza a Londra e chiede allo zio di poter alloggiare presso di lui. In un primo momento riluttante a turbare la sua privacy, Roland prende in simpatia la ragazza che gli ricorda il fratello e le fa assegnare una stanza dal fido maggiordomo Proutie.
Seguono dei flashback che rivelano la storia della famiglia Dane:
Il primo si svolge quando Rollo Dane, ancora bambino, vive nella casa con i fratelli più grandi, Pelham e Selina. I ragazzi sono orfani della madre ed una sera il padre porta in casa una bambina, si tratta di Lark Ingoldsby, figlia di amici, i cui genitori sono entrambi periti in un incidente ferroviario. Lark è sola, non ha altri parenti e vivrà con loro come un membro della famiglia. Selina prende subito in antipatia la piccola a cui è costretta dal padre ad offrire la sua stanza.
Il secondo flashback si verifica quando i ragazzi sono cresciuti ed il loro padre è morto, lasciando Selina a governare la casa. Selina è sempre più chiusa in sé stessa e fortemente protettiva verso i fratelli, continuando a considerare Lark come un'estranea non facente parte della famiglia. La giovane è però divenuta una bella ragazza amante della vita, ed inizia a frequentare la buona società, invitata a balli e feste dove conosce il marchese Guido De Laudi, un socio in affari di Pelham, che inizia subito a farle la corte.
Nel frattempo la scena ci riporta al tempo attuale; Grizel, in uno dei suoi servizi con l'autoambulanza, conosce il tenente Pax Masterson, pilota d'aviazione ferito lievemente ad entrambe le mani nel corso di un'azione di guerra. Fatalità del caso vuole che Grizel incontri di nuovo il giovane proprio nella dimora di Rollo dove lei alloggia, egli infatti è il nipote di Lark ed è venuto a fare la conoscenza del generale. I due giovani iniziano a conoscersi meglio e tra di loro nasce un'attrazione ed un sentimento a cui Grizel, per una passata delusione d'amore, cerca comunque inizialmente di resistere.
Nell'ultimo flashback, Lark corteggiata dal Marchese che la vorrebbe sposare, viene baciata da Pelham che le rivela il suo amore, ma lei non lo ama, avendo invece una predilezione sentimentale per Rollo. Quest'ultimo inaspettatamente torna dalla sua missione il giorno del compleanno di Lark con una preziosa collana per regalo. I due si giurano amore eterno ("anche quando saremo vecchi") e annunciano il loro imminente matrimonio a Selina.
Selina, gelosa del fratello e contraria al matrimonio con Lark, è furibonda ed escogita un piano per allontanare i due. In una festa da ballo intercede infatti con il generale Fitzgerald e fa nominare Rollo nel suo reggimento per una missione in Afghanistan che durerà 5 anni.
Venuti a conoscenza di ciò i due amanti sono angosciati e Rollo, incitato da Selina per la sua carriera militare che avrà ampi riconoscimenti nella missione, è dapprima indeciso, gettando Lark nella disperazione, ma poi, all'insaputa di tutti, si presenta al suo comando per rinunciare all'incarico e poter sposare così la sua amata.
Nel frattempo Selina annuncia slealmente a Lark che Rollo è partito e non ha lasciato alcun messaggio per lei. Lark sconvolta, getta la collana avuta in regalo e, raccogliendo frettolosamente le sue cose, fugge dal marchese De Laudi accettando il matrimonio con lui. Lei si trasferirà con il marchese in Italia e non tornerà mai più nella dimora dei Dane.
Al ritorno, Rollo trionfante per dare la notizia a Lark, trova invece Selina e comprende come la sorella abbia ingannato la ragazza. Furioso per questo, il giovane le giura che non entrerà più nella dimora finché ella sarà viva e si allontana riprendendosi la collana.
Nel frattempo la scena ci riporta al tempo attuale: Pax Masterson è stato dimesso dall'ospedale ed è completamente guarito alle mani. Il giovane si presenta a casa di Rollo per chiedere a Grizel, di cui ormai è innamorato, di sposarlo, ma la ragazza è intimidita dalle incertezze della guerra e dalla sua passata storia d'amore, non volendosi legare sentimentalmente e gli dice di aspettare che la guerra sia finita.
Pax, deluso si accomiata da Grizel e dal generale, mentre a questo giunge un telegramma che annuncia la morte di Lark. Il vecchio Rollo parla quindi a Grizel, le consegna la collana di Lark e la convince a non gettare via questa possibilità d'amore come egli ha fatto. La giovane corre quindi inseguendo Pax e nel bel mezzo di un bombardamento lo abbraccia. Nel mentre una bomba demolisce la dimora dei Dane  e Rollo rimane ucciso sotto le macerie.